# Luiswishi Mine
Die Luiswishi Mine ist ein Tagebau in der Provinz Haut-Katanga der Demokratischen Republik Kongo und liegt rund 20 km nördlich der etwa 1.630.000 Einwohner zählenden Stadt Lubumbashi.

## Geschichte und Geologie
Zu Anfang des 20. Jahrhunderts war die Luiswishi Mine eine der ersten Kupfer- und Cobaltminen, die von Belgien in der Region Katanga erschlossen wurden. Nach dem Abzug Belgiens aus dem Kongo im Jahr 1960 wurde der Erzabbau noch bis 1962 weitergeführt. Das staatliche Bergbauunternehmen Gécamines begann 1980 mit einer neuen Prospektionen, die aber wegen finanzieller Probleme eingestellt wurden. 1998 schloss Gécamines einen Vertrag mit einer Tochtergesellschaft des Bergbauunternehmens Forrest Group. Dabei ging man von einem geschätzten Erzvorkommen von 7,5 bis 8 Millionen Tonnen aus, mit darin enthaltenen 2,5 % Kupfer und 1,0 % Cobalt.

2002 erreichte die Mine eine geschätzte Förderleistung von 4500 t Cobalterz pro Jahr. Durch ein Joint-Venture zwischen Gécamines und Enterprise Générale Malta Forrest wurde das Cobalterz in der zur OM Group gehörenden Kokkola Raffinerie in Finnland exportiert. Im November 2002 gab Forrest bekannt, die Mine wegen Modernisierungsarbeiten auf unbestimmte Zeit zu schließen. Insbesondere sollten die Absetzbecken – die nunmehr 5 Jahre in Betrieb waren, ausgebessert werden. Die Mine wurde im April 2003 wiedereröffnet und 2008 aufgrund sinkender Kobaltpreise wieder geschlossen.
Die derzeitigen Abbaurechte liegen beim Bergbauunternehmen Compagnie Miniere du Sud Katanga (CMSK), welches zu 60 % zur Enterprise Générale Malta Forrest -einer Tochtergesellschaft der Forrest Group gehört und 40 % zu Gécamines. CMSK wurde 2004 gegründet und betreibt außerdem die Luishia Mine. Das Roherz wird in Kipushi verarbeitet und ins Ausland verschifft. Im Juli 2015 wurden Abbaurechte für ein 13 km² großes Areal im Wert von 52 Millionen USD für 354.619 t Kupfer und 62.903 t Cobalt an das chinesische Bergbauunternehmen Congo Dongfang International Mining vergeben.

## Mutmaßliche Sicherheitsprobleme
Im Dezember 2010 veröffentlichte Wikileaks eine Aufnahme aus dem Jahr 2007 mit dem Titel Recent Allegations of Uranium Trafficking in the Democratic Republic of Congo aus der hervorgeht, dass es eine unzulässig hohe Dosisleistung in der Mine gäbe und deutete an, dass Uranerz aus den angeblich geförderten Kupfer- und Cobalterzen extrahiert wird. Die Forrest Group wies die Gerüchte zurück, es gäbe weder eine zu hohe Strahlenbelastung noch wird illegal mit Uranerz gehandelt, gab aber zu, dass Uran in den Kupfer- und Cobalterzen enthalten sei – eine Extraktion sich aber wegen des zu geringen Urangehaltes nicht lohne. Mitarbeiter der kongolesischen Regierung und der Monusco besichtigten daraufhin das Bergwerk und fanden keine Auffälligkeiten.

## Mineralfunde
Insgesamt konnten in der Luiswishi Mine bisher (Stand: 2016) 22 Minerale und 2 Varietäten nachgewiesen werden.

## Typlokalität
Das Mineral Sengierit hat seine Typlokalität in der Luiswishi Mine.